# Újcsanálos, Borsod-Abaúj-Zemplén
Újcsanálos este un sat în districtul Miskolc, județul Borsod-Abaúj-Zemplén, Ungaria, având o populație de 889 de locuitori (2011). 

## Demografie
Componența etnică a satului Újcsanálos
     Maghiari (91,27%)
     Romi (7,78%)
     Germani (0,96%)
Componența confesională a satului Újcsanálos
     Reformați (44,32%)
     Romano-catolici (14,4%)
     Fără religie (11,25%)
     Luterani (4,05%)
     Greco-catolici (2,47%)
     Necunoscută (22,72%)
     Atei (0,79%)
     Alte religii (0,45%)
Conform recensământului din 2011, satul Újcsanálos avea 889 de locuitori. Din punct de vedere etnic, majoritatea locuitorilor (91,27%) erau maghiari, cu o minoritate de romi (7,78%). Nu există o religie majoritară, locuitorii fiind reformați (44,32%), romano-catolici (14,4%), persoane fără religie (11,25%), luterani (4,05%) și greco-catolici (2,47%). Pentru 22,72% din locuitori nu este cunoscută apartenența confesională.